# بوالخیر
بوالخیر یا بندر بوالخیر، روستایی بندری است از توابع بخش دلوار در شهرستان تنگستان استان بوشهر ایران.
این بندر ساحلی از شرق به کوه مند، غرب خلیج فارس، جنوب بندر صیادی عامری و شمال به روستای گاهی متصل می‌باشد.

## جمعیت
این روستا در دهستان بوالخیر قرار داشته و بر اساس سرشماری سال ۱۳۹۵ جمعیت آن ۲۲۵۲ نفر می‌باشد. و در سال ۸۵ جمعیت آن ۱۹۴۰ نفر بوده‌است.

## تاریخچه

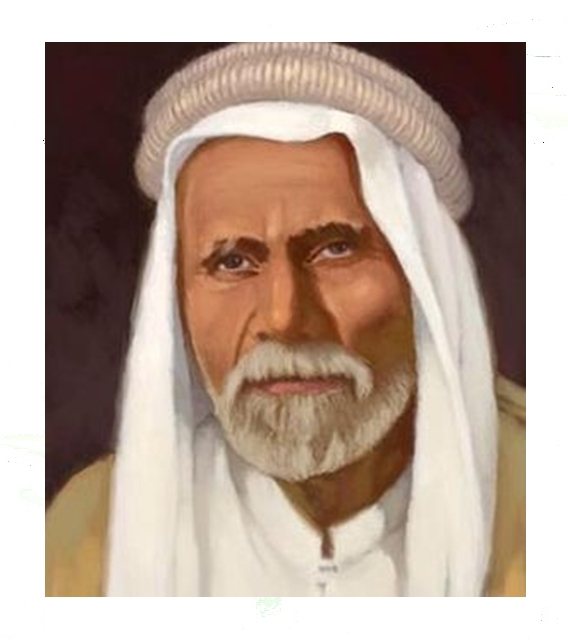
یوسف فخرو

بوالخیر از مهم‌ترین بنادر جنوب ایران از گذشته تاکنون بوده‌است و از قدیم دروازه‌ای مهم برای ورود و صدور کالا بوده‌است. سابقه گمرک ان به حدود یک قرن و نیم می‌رسد که از گمرکات قدیمی ایران به‌شمار می‌رود. علاوه بر گمرک، اداراتی چون پست و امنیه (پاسگاه) در این بندر سابقه طولانی دارند. تجارت با کشورهای خلیج فارس و در گذشته با کشورهای خاور دور مانند هند، پاکستان، و کشورها و جزایر آفریقایی مانند مومباسا، دارالسلام و زنگبار باعث صدور و ورود حجم بسیاری از کالا در این روستا بوده‌است از این رو در قدیم در میان ساکنان روستاه‌های اطراف و مناطق دورتر به «کراچی کوچک» معروف بوده‌است. مردمان این بندر مهاجرانی از عربستان، اعراب تنبک جنوبی، اعراب خارک، دشتی و ساکنان بومی قدیمی تشکیل شده‌است.
بوالخیر از قدیم مورد توجه تجاران و دلالان کالا بوده‌است؛ و به همین دلیل دریانوردی در ان قوت گرفت و و در قدیم تجارت اسلحه و برخی کالاهای مهم باعث رونق ان شد. دریانوردان بوالخیر و منطقه بارکی (گاهی، خورشهاب، بوالخیر، عامری، رستمی، کری، سالم آباد، بنجو، کلات) چهره‌های درخشان دریانوردی در خلیج فارس و حتی اقیانوس بوده‌اند، که بین سایر دریانوردان خلیج به تنگسیرها مشهوره بوده‌اند.
رئیس غلامعلی خلیلی بن علی از تجارن و واردکنندگان معروف اسلحه در این منطقه بوده‌است؛ که با روابط نزدیک و دوستانه‌ای که دلالان و تجارن عرب خلیج فارس مانند «یوسف بن عبدالرحمن آل فخروه» داشته‌است اقدام به قاچاق اسلحه در این منطقه می‌کرده‌است.